# Borgosesia
Borgosesia é uma comuna italiana da região do Piemonte, província de Vercelli, com cerca de 13.930 habitantes. Estende-se por uma área de 40.58 km², tendo uma densidade populacional de 348 hab/km². Faz fronteira com Breia, Cellio, Grignasco (NO), Guardabosone, Postua, Quarona, Serravalle Sesia, Valduggia, Varallo Sesia, Vocca.

## Demografia
| Variação demográfica do município entre 1861 e 2011                               |
|                                                                                   |
| Fonte: Istituto Nazionale di Statistica (ISTAT) - Elaboração gráfica da Wikipedia |